# Tajturka
Tajturka (ros. Тайтурка) – osiedle typu miejskiego w Rosji, w obwodzie irkuckim, w rejonie usolskim. W 2010 liczyło 4892 mieszkańców.